# Андрієвка (імені Габіта Мусрепова район)
Андрі́євка (каз. Андреев) — село у складі району імені Габіта Мусрепова Північноказахстанської області Казахстану. Адміністративний центр Андрієвського сільського округу.
Населення — 844 особи (2021; 1409 у 2009, 1525 у 1999, 2010 у 1989).
Національний склад станом на 1989 рік:
- українці — 40 %
- росіяни — 26 %.